# Амшенци
Амшенците (самоназвания: хемшинли, хомшеци; арм. Համշե(ն)ցիներ; тур. Hemşinli) са приели исляма арменци.
Повечето са ислямизирани след османо-турското завюване през XV век. Други са бежанци от древната арменска столица Ани, спасили се по Източното Черноморие в района на Хемшин (Амшен) след нашествието на арабите в Армения. Малка част от тях остава на територията на Русия след Турция, Армения, Грузия, Абхазия.